# Семенівська сільська рада (Липоводолинський район)
Семе́нівська сільська́ ра́да — колишній орган місцевого самоврядування в Липоводолинському районі Сумської області. Адміністративний центр — село Семенівка.

## Загальні відомості
- Населення ради: 922 особи (станом на 2001 рік)

## Населені пункти
Сільській раді підпорядковані населені пункти:
- с. Семенівка
- с. Новосеменівка

## Склад ради
Рада складається з 14 депутатів та голови.
- Голова ради: Остапенко Олександр Михайлович
- Секретар ради: Лаврик Галина Миколаївна

### Керівний склад попередніх скликань
| Прізвище, ім'я, по батькові    | Основні відомості                                                                     | Дата обрання | Дата звільнення |
| ------------------------------ | ------------------------------------------------------------------------------------- | ------------ | --------------- |
| Вертій Віктор Григорович       | Сільський голова, 1971 року народження, член Всеукраїнського об'єднання «Батьківщина» | 26.03.2006   | 31.10.2010      |
| Остапенко Олександр Михайлович | Сільський голова, 1974 року народження, освіта вища, безпартійний                     | 31.10.2010   |                 |

Примітка: таблиця складена за даними сайту Верховної Ради України